# Naspo antincendio

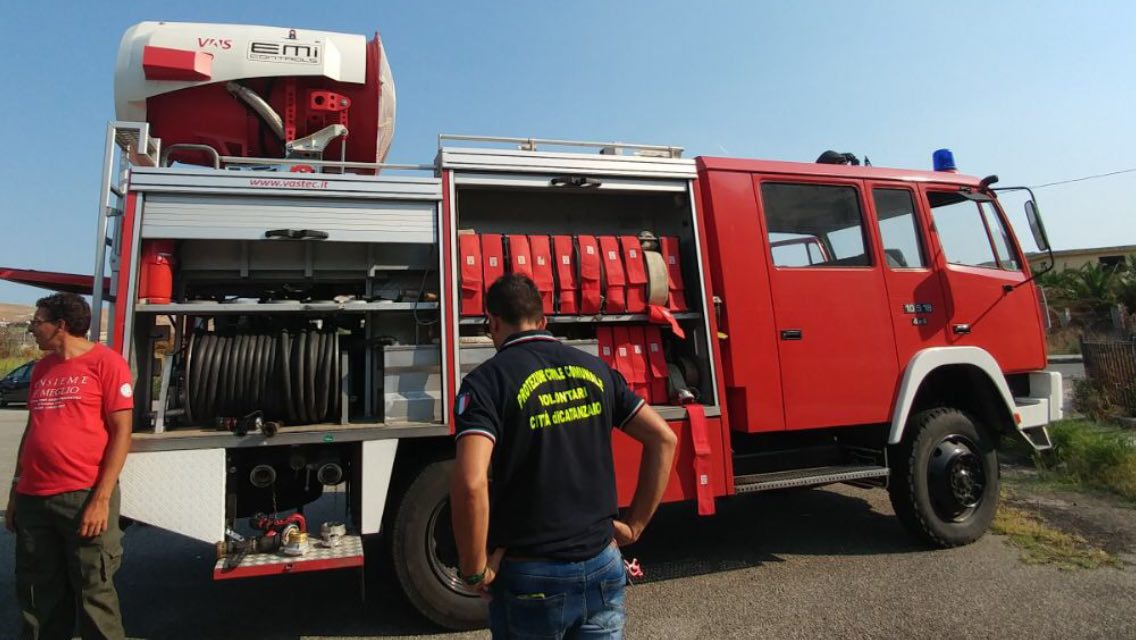
Ex autobotte austriaca con cannone antincendio. Nello scomparto, sotto al cannone c'è il naspo lungo 80 m e nello scompartimento di fianco ci sono 10 manichette con attacco Storz B (UNI 70) e 5 con attacco Storz C (UNI 45).

Il naspo antincendio è un sistema di estinzione degli incendi simile alla manichetta antincendio che utilizza tubazioni semi-rigide montate su una bobina con alimentazione idrica assiale. La bobina può essere dotata di avvolgitore manuale o elettrico ed inoltre può essere fisso ed orientabile. Il diametro della tubazione varia a seconda della necessità di utilizzo. 

## Caratteristiche del naspo
A differenza della manichetta antincendio il naspo lavora con l'alta pressione, la sua pressione di esercizio varia dai 25 ai 40 Bar mentre la pressione di scoppio equivale a 80 Bar. La lunghezza varia dai 50 ai 200 m, mentre il diametro interno della tubazione varia dai 19 ai 33mm.

## Tipi naspo
Esistono due tipi di naspo antincendio:
- Naspo da Veicolo
- Naspo da Incasso o da muro (vedi idrante)

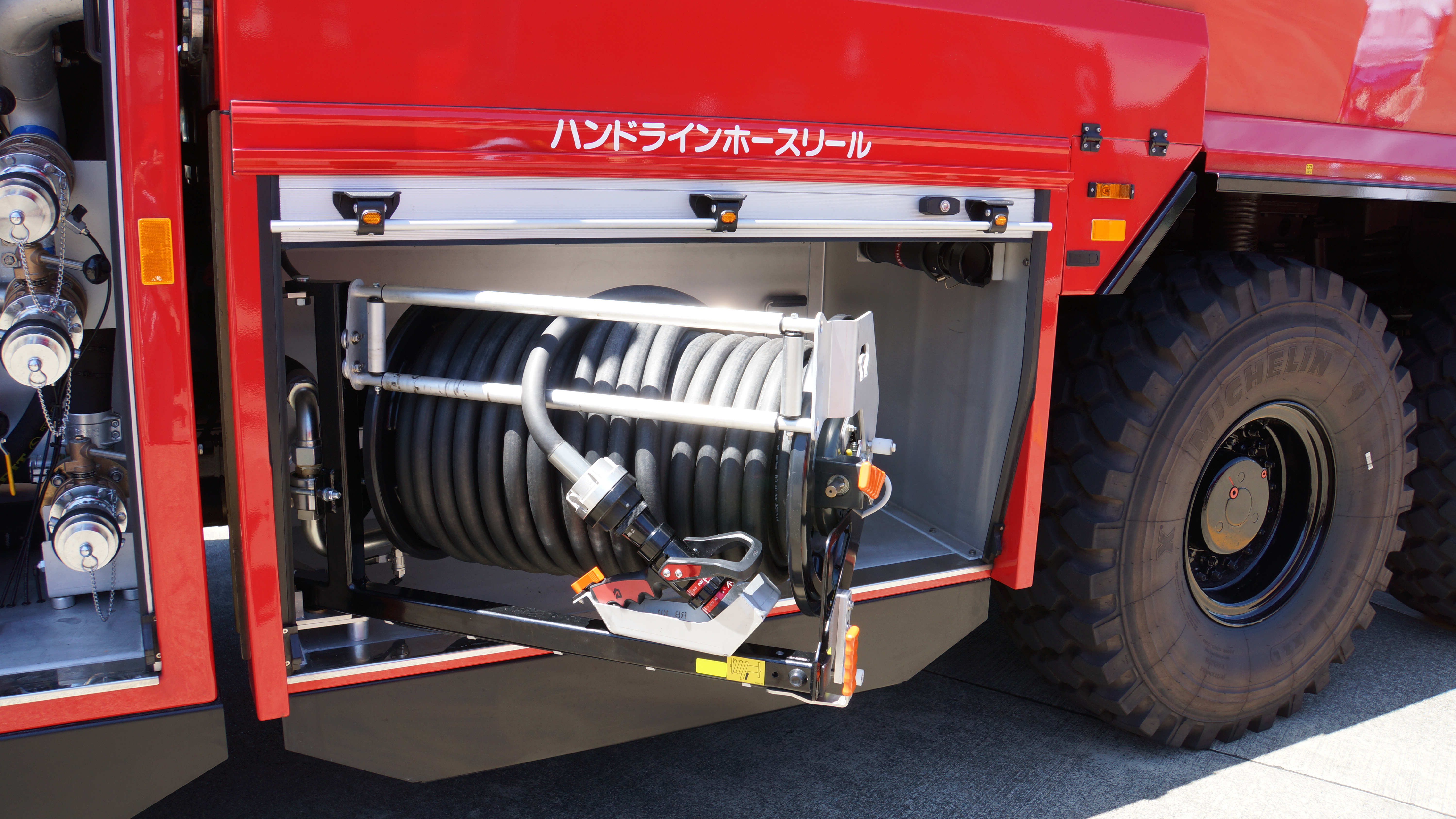
Veicolo antincendio aeroportuale Rosenbauer Panther 6x6 equipaggiato di naspo estraibile completo di lancia tipo "americana" con attacco Storz.

### Naspo da veicolo
Trova alloggio principalmente sui mezzi antincendio dei Vigili del Fuoco, della Forestale e della Protezione Civile. La bobina avvolgitubo può essere fissa od estraibile con angolo di 180° e può essere riavvolta manualmente o elettricamente. Inoltre questo tipo di naspo può essere dotato di una guida di scorrimento per il tubo. 

Il diametro del tubo varia in base alla lunghezza e le lunghezze possono essere 50 mt, 80 mt, 100 mt, 150 mt e 200 mt.

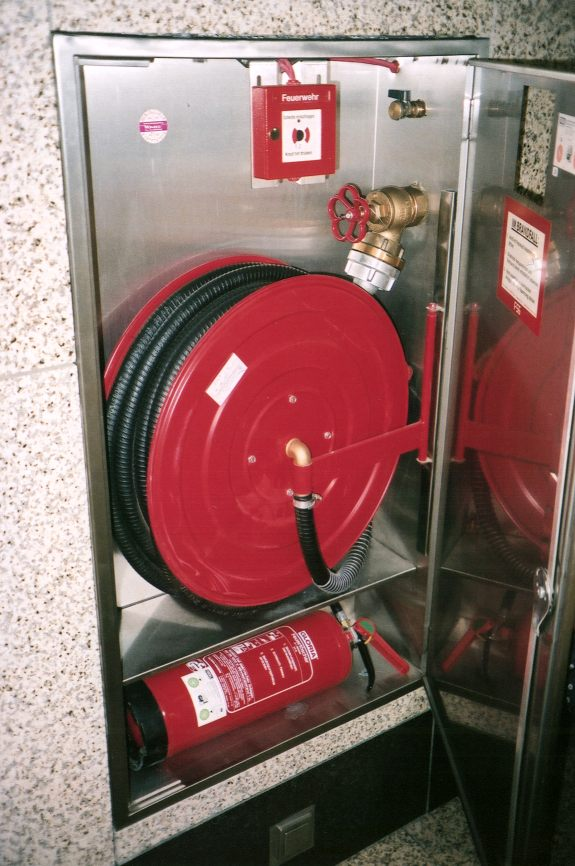
Naspo da incasso

La tubazione è già collegata all'impianto di erogazione dell'acqua, mentre la lancia non è sempre montata alla tubazione, alcune volte si può trovare su un ripiano del veicolo sempre vicino al naspo.

### Naspo da incasso o da muro
Trova alloggio in cassette denominate "cassette naspo" che sono dotate di avvolgi-tubo orientabile con la tubazione già collegata al rubinetto ed alla lancia. Il diametro del tubo può essere di 20 o 25 mm e con una lunghezza che può essere da 15 mt, 20 mt, 25 mt o 30 mt. 

Questo tipo di naspo lavora ad una pressione di esercizio di 12 Bar con una pressione di esplosione di 35 Bar.
La cassetta di un naspo antincendio deve essere munita di portello che deve poter aprirsi di almeno 170° per permettere lo srotolamento della tubazione verso ogni direzione inoltre deve essere priva di spigoli taglienti poiché questi possano danneggiare le attrezzature o ferire gli utilizzatori. 

Le cassette naspo sono dotate di avvolgi-tubo orientabile con tubazione già collegata alla lancia ed al rubinetto.

## Vantaggi e svantaggi

### Vantaggi
Il vantaggio principale dei naspi è la semplicità di utilizzo, oltre alla possibilità di srotolare solo la lunghezza di tubazione necessaria al tipo di intervento.

### Svantaggi
Lo svantaggio invece consiste nella portata idrica inferiore rispetto ad una manichetta.

## Conformità
La conformità dei naspi con tubazione semirigida ai requisiti della presente norma europea e ai valori dichiarati (incluse le classi) deve essere dimostrata mediante:
- Prove iniziali
- Controllo di produzione in fabbrica da parte del fabbricante, compresa la valutazione del prodotto

Inoltre le cassette sono regolamentate dalla normativa UNI EN 671/1.

## Marcatura
Il naspo deve essere marcato con le seguenti informazioni: 
- Nome del fabbricante o marchio commerciale od entrambi
- Numero della presente norma europea
- Pressione massima di esercizio
- Lunghezza e diametro interno della tubazione
- Diametro equivalente della lancia (stampato sulla lancia)

## Altra tubazione
In commercio esistono altri tipi di tubazioni per il Naspo e con delle caratteristiche tecniche superiori a quelle usate comunemente che sono costituite da:
- Copertura in accordo ad ASTM C-542, robusta e flessibile con gomma di copertura non propagante la fiamma e progettata per servizio su autopompe. Sottostrato nero, liscio, in gomma sintetica. Rinforzotessuti sintetici ad alta resistenza.
- Copertura nera, liscia (ad impressione tela), in gomma CR non propagante la fiamma e resistente sia agli oli che agli agenti atmosferici che all’abrasione[5].

## Galleria d'immagini

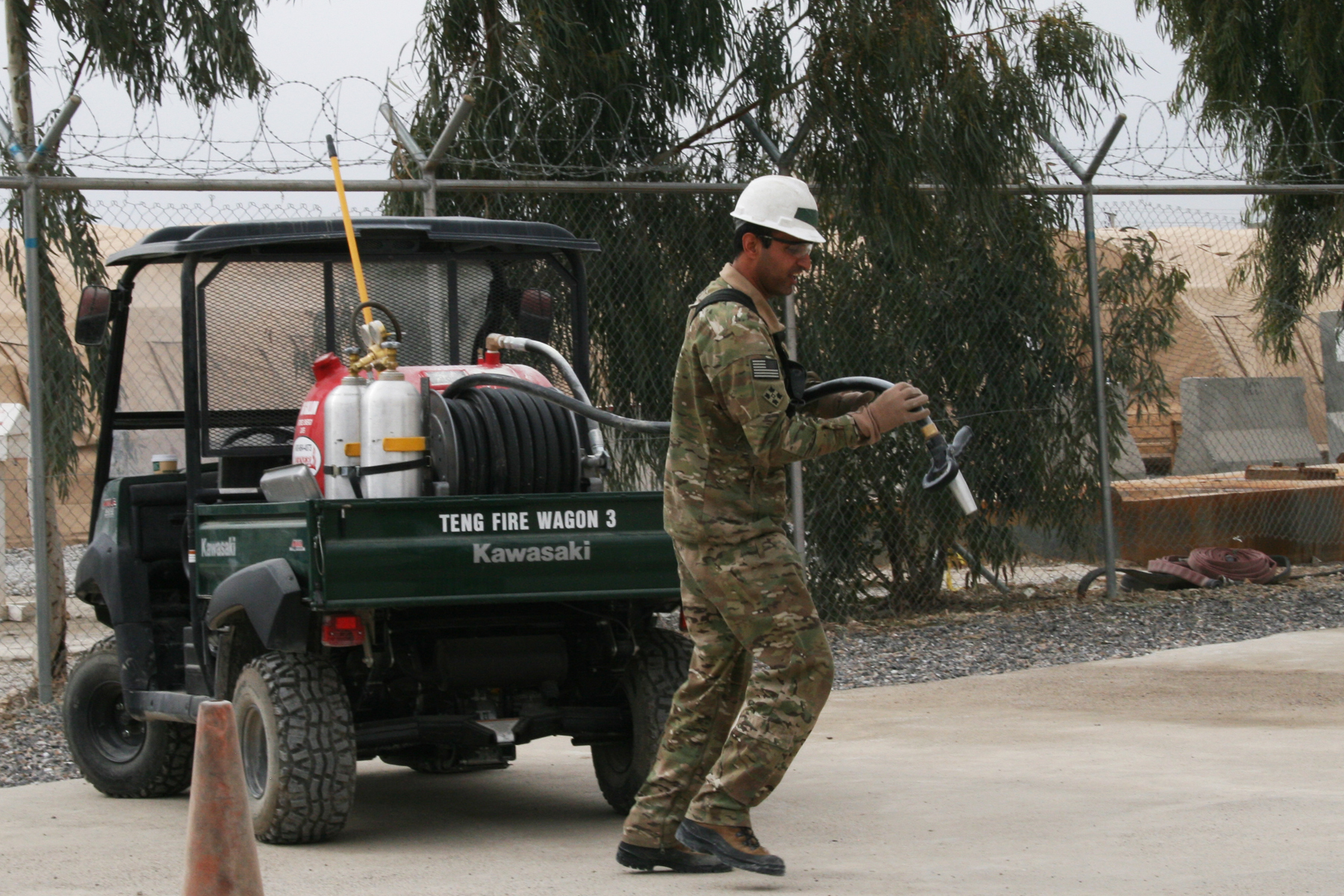
Naspo montato su un veicolo militare, con serbatoio di Acqua, Schiuma e Aria compressa.